# Alfonso Perrella
Alfonso Perrella (Cantalupo nel Sannio, 31 luglio 1849 – Pompei, 10 dicembre 1915) è stato uno storico e scrittore italiano.Puntuale conoscitore della storia feudale dell'antico Sannio e di Terra di Lavoro, fu autore di pregevoli opere sulla feudalità e sull'eversione della stessa.Fu incaricato dal marchese di Pietramelara,Vincenzo di Palma Castiglione,di riordinare parte del copioso archivio di famiglia,al fine di creare un fondo archivistico,cosa in parte realizzata presso l'Archivio di Campobasso.Tale creazione doveva preludere alla formazione di più fondi che potessero essere di ausilio per la conoscenza storica e socio-culturale di quei territori

## Opere
Le opere di rilievo del Perrella sono:
- L'antico Sannio e l'attuale Provincia di Molise. Memorie topografiche, storiche, numismatiche, artistiche, letterarie, ecclesiastiche, ecc., Isernia, Stabilimento tipograf. fr. De Matteis, 1889. (Nuova ed. Sala Bolognese, Forni, 1980).
- Effemeride della Provincia di Molise (già Antico Sannio) compilata dal cav. Alfonso Perrella, 2 voll., Isernia, F. De Matteis, 1891.
- L'anno 1799 nella Provincia di Campobasso. Memorie e narrazioni documentate con notizie riguardanti l'intiero ex Regno di Napoli, Caserta, Vincenzo Majone, 1900. (Nuova ed. Ferrazzano (CB), Edizioni Enne, 2000).
- L'Italia vista dal treno. Descrizione storica geografica, economica [...] Da Isernia a Terni in ferrovia. Schizzi topografici-storici-artistici, Roma, Editore Giornale-Orario, 1905.
- L'eversione della feudalità nel napolitano. Dottrine che vi prelusero, storia, legislazione e giurisprudenza, Campobasso, Tipografia e Cartoleria De Gaglia & Nebbia, 1906.